# Проминь (Солонянский район)
Проминь (укр. Промінь) — село в Проминьском сельском совете Солонянского района Днепропетровской области Украины.
Код КОАТУУ — 1225086201. Население по переписи 2001 года составляло 497 человек.
Является административным центром Проминьского сельского совета, в который, кроме того, входят сёла
Голубиновка,
Дальнее,
Карайково,
Матросово и
Акимовка.

## Географическое положение
Село Проминь находится на одном из истоков реки Грушевка,
на расстоянии в 1 км от села Карайково и в 1,5 км от села Матросово.
Река в этом месте пересыхает, на ней сделана запруда.
Рядом проходит железная дорога, станция Платформа 277 км в 1-м км.

## История
- Село Проминь основано в начале XX века.
- В 1997 году село стало административным центров новообразованного Проминьского сельского совета.

## Экономика
- «Степовое», ООО.

## Объекты социальной сферы
- Школа.